# Портрет Амбруаза Воллара (Сезанн)
«Портрет Амбруаза Воллара» (фр. Portrait d'Ambroise Vollard) — портрет продавца произведений искусства Амбруаза Воллара кисти французского художника Поля Сезанна. После своей смерти Воллар завещал его Малому дворцу в Париже, где он находится и по сей день. Как и многие портреты Сезанна, «Портрет Амбруаза Воллара» демонстрирует значительную роль изображённого человека в жизни художника, и, в частности, благодарность Сезанна за продвижение его работ и создание его репутации как художника.

## Предыстория
Амбруаз Воллар сыграл важную роль в превращении Сезанна из малоизвестного художника в известного живописца. Как и многие современные мастера XIX века, Сезанн извлёк выгоду из репутации и влияния Воллара как авангардиста и антисистемного продавца картин. Заметив работу Сезанна в окне магазина красок Жюльена (Пера) Танги на Монмартре, Воллар был мгновенно поражён ею и загорелся желанием выставить работы художника. Он вспоминал: «Я почувствовал себя так, словно меня ударили в живот». В то время Сезанну было около шестидесяти, он жил в Провансе и все ещё был неизвестен в мире искусства. Однако Воллару удалось его разыскать. Он получил около 150 работ от сына Сезанна, который был управляющим делами отца. Воллар организовал первую персональную выставку Сезанна в ноябре 1895 года, которая изменила статус Сезанна и укрепила его репутацию мастера. После выставки многие художники приобрели работы Сезанна. Выставка не только сделала Воллара богатым, но и превратила Сезанна в одного из самых влиятельных художников своего времени. Воллар представил работы Сезанна по крайней мере на двух последующих выставках и выступил в качестве дилера примерно двух третей его работ.
Подход Сезанна к портретной живописи можно сравнить с его натюрмортами с фруктами, в которых он изображал объект в виде круглых геометрических форм и был заинтересован только в изображении того, что он мог видеть перед собой, а не в передаче настроения или статуса предмета. Для этого портрета Воллара заставили сидеть совершенно неподвижно в тишине в течение нескольких часов (примерно с 8 утра до позднего 11:30 вечера) в течение 115 сеансов, балансируя на табурете, который стоял на платформе. Он вспоминал, как отреагировал Сезанн, когда во время одного долгого сеанса он изменил свое положение, заставив художника потребовать: «Мне снова повторять, что вы должны сидеть как яблоко? Разве яблоко движется?».
Портрет Амбруаза Воллара — один из первых портретов Воллара и единственный портрет, который был заказан им. Несмотря на долгие часы, вложенные в его создание, работа в конечном итоге была заброшена Сезанном и осталась незаконченной. Картина хранилась Волларом до самой его смерти, после чего он завещал её Малому дворцу.

## Описание
Портрет изображает Воллара в сидячей позе, положившего одну ногу на другую; одна рука лежит на книге, расположенной у него на коленях, а другая в кармане. Воллар одет в коричневый костюм и галстук-бабочку, а его взгляд пуст, что можно объяснить усталостью от слишком долгого сидения. Воллар изображён сидящим в студии Сезанна и частично освещён окном слева от картины. Картина написана маслом на холсте в стиле постимпрессионизма. Размеры холста составляют 101 × 81 см.
Портрет Воллара был создан с использованием ярких цветовых пятен, чтобы выделить его лицо и большой лоб, в резком контрасте с его черными глазами, которые были описаны как имеющие нечеловеческое и отчуждённое качество. Глаза Воллара сравнивали с отверстиями в маске, что является общей чертой многих портретов Сезанна.
На картине изображены два участка чистого холста, которые едва заметны, но их можно увидеть на правой руке Амбруаза. Во время сеансов Воллар спросил Сезанна о двух незаконченных участках на руке. Ему сказали, что художнику понадобится больше времени, чтобы вернуться в Лувр и изучить старых мастеров. Сезанн объяснил, что «если копия, которую я делаю в Лувре, получится хорошей, возможно, завтра я смогу найти точный тон, чтобы скрыть эти пятна. Разве вы не видите, месье Воллар, что если я что-то там нарисую наугад, мне, возможно, придётся перерисовывать весь холст, начиная с этой точки?». Эти участки так никогда и не были написаны Сезанном, который продолжал отказываться добавлять больше цвета, чтобы избежать возможности испортить портрет и начать всю картину заново. Поэтому незаконченное состояние картины считается примером его перфекционистского подхода и готовности оставлять картины незаконченными, если они его устраивали.

## Другие портреты Воллара
Будучи выдающимся торговцем произведениями искусства, Амбруаз Воллар оказал большое влияние на судьбу многих великих художников того периода, включая Эдгара Дега, Поля Гогена, Мориса Дени, Андре Дерена, Пьера-Огюста Ренуара и Пабло Пикассо. Поэтому он был изображен на различных портретах нескольких из этих художников. Пьер Боннар написал «Ужин у Воллара» (Vollard’s Cellar; около 1907), на котором Воллар изображен во главе стола. Он также был изображен на нескольких портретах Ренуара в 1899, 1908 и 1917 годах, а также на кубистском портрете Пикассо в 1910 году. Пикассо утверждал, что «Ни одну из самых красивых женщин, когда либо живших на земле, не писали, рисовали или гравировали чаще, чем Воллара».